# Hanomag
Hanomag (Ханомаг) — з 1871 року німецький виробник локомотивів, автомобілів, агротехніки, будівельної та військової техніки. Штаб-квартира знаходиться в Ганновері. У 1958 році компанію купує фірма Rheinstahl. У 1951 році компанія припинила виробництво легкових автомобілів.

## Заснування компанії. Виробництво локомотивів
У 1835 році 33-річний Георг Егерсторфф засновує фірму Eisen-Giesserei und Maschinenfabrik Hannover в містечку Лінден (яке в 1880 році отримає статус міста). Він починає виробляти невеликі парові котли, через якийсь час починає випускати парову агротехніку. У 1846 році фірма будує свій перший паровоз. У 1868 році господар фірми вмирає, і фірму купує Борух Гірш Строусберг (правда в Німеччині його звали Бетель Генрі Строусберг), і до 1870 року фірма випускає 500-ий локомотив.
Але в 1871 справи єврея-фінансиста пішли погано завдяки невдалому бізнесу в Румунії, і він продає фірму консорціуму банків, ті перейменовують фірму в Hannoversche Maschinenbau Actien-Gesellschaft. У 1904 році директор фірми, Еріх Метцелдін, відправляє телеграму, в якій скорочує назву фірми до слова Hanomag.

## Початок виробництва автомобілів
У 1905 році фірма приступає до виробництва парових вантажних автомобілів за ліцензією фірми «Крупп». Ліцензія діяла до 1908 року, і вся продукція йшла на потреби німецької армії.
У 1912 році з'являються перші транспортні засоби, що працюють на бензині, це були трактори.
На початку 1920-х років Hanomag купує берлінську фірму KMV. У 1924 році починає випускатись маленький автомобіль, розробили який інженери фірми «КМВ» — Беллер і Поліч.

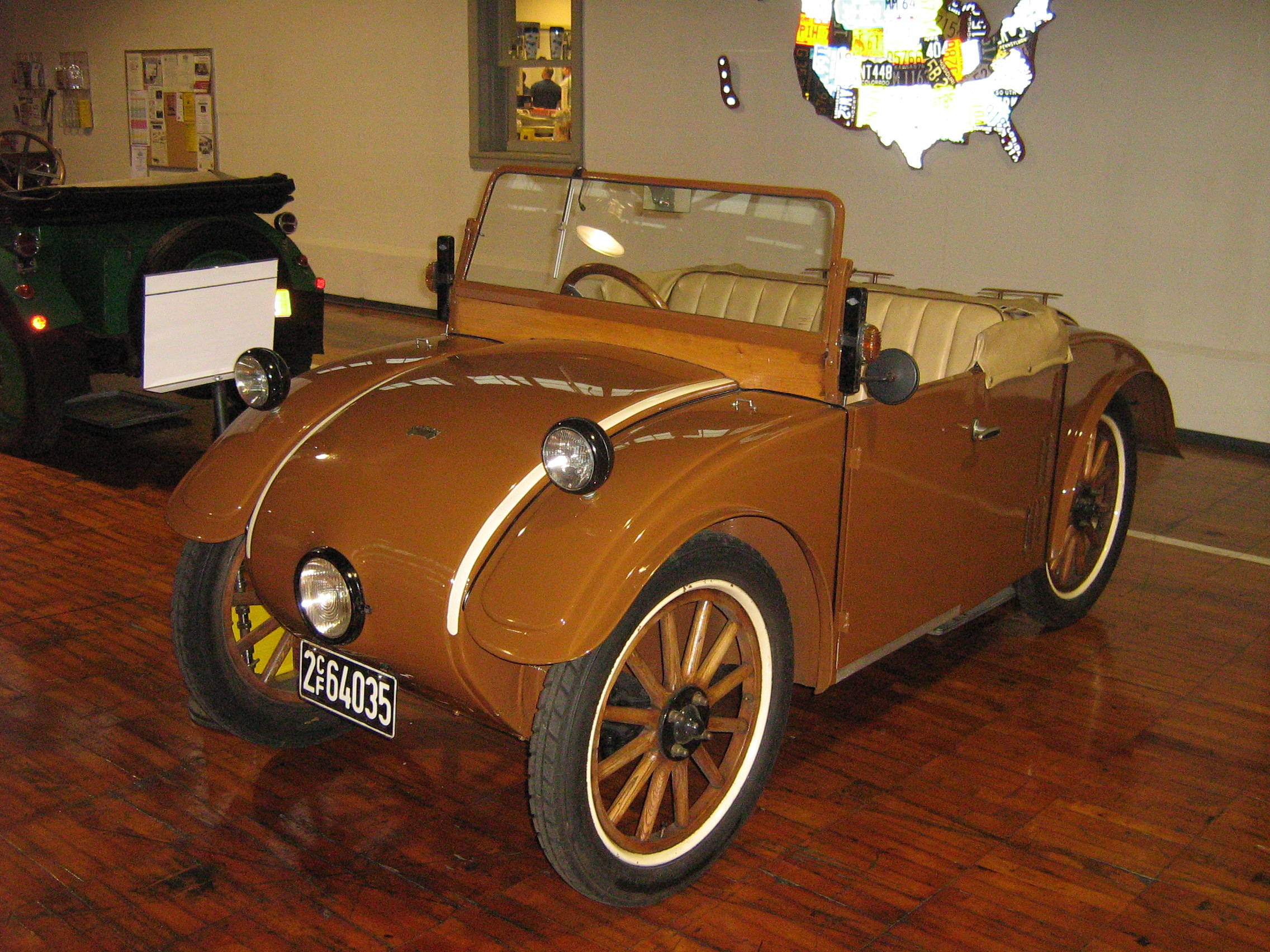
Hanomag 2/10PS Kommisbrot

Це був 2-місний дешевий автомобіль, який через форми кузова отримав прізвисько «Kommissbrot» («солдатський пайок хліба»). Машина має моторчик об'ємом 500 см3, він мав 1 циліндр і розвивав 10 сил, що дозволяло розганяти машинку до 60 км/год.

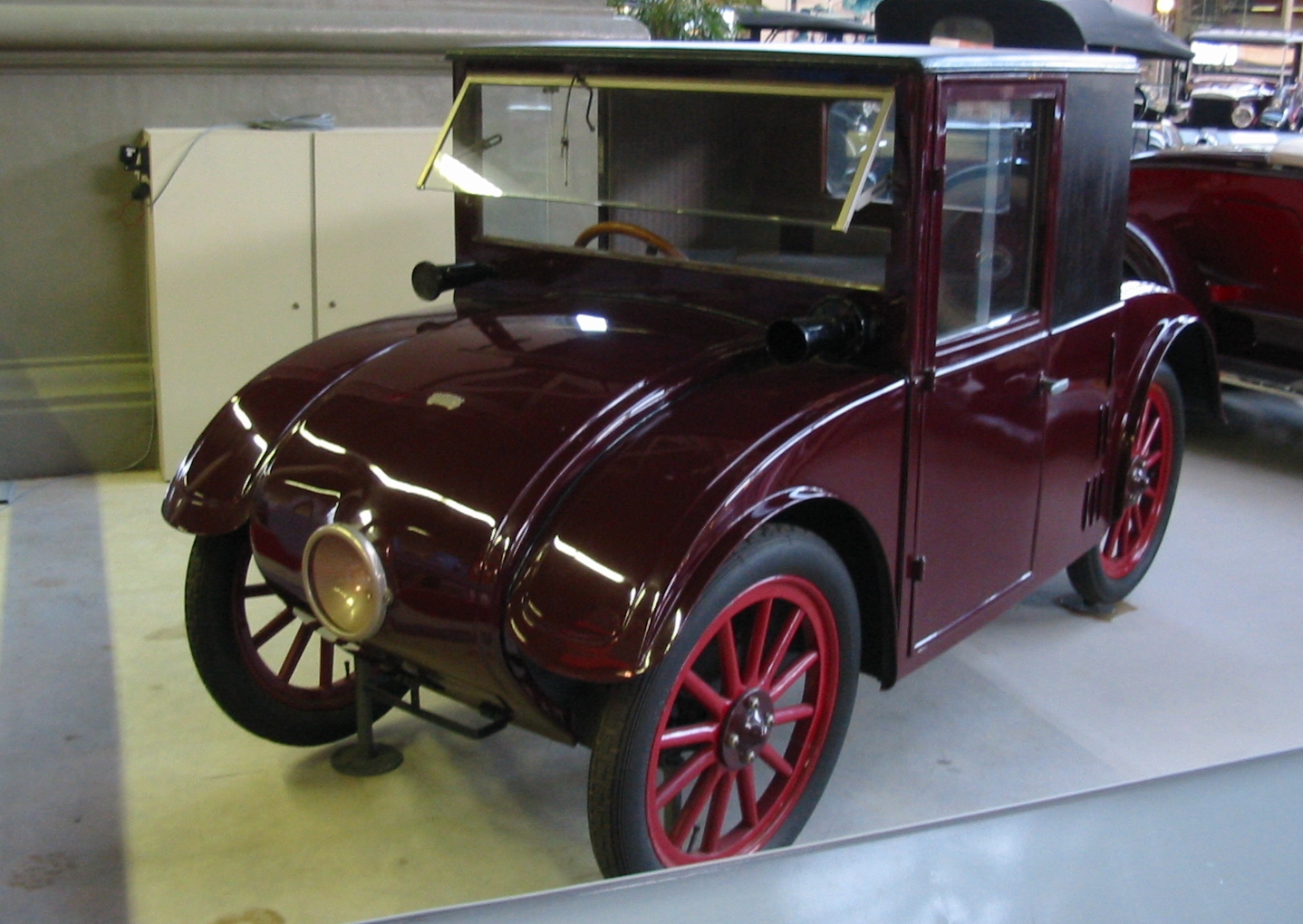
Hanomag 2/10PS

Цей задньомоторний автомобільчик міг комплектуватися різними кузовами, в основному він йшов з обтічним відкритим кузовом, але були й такі екзотичні варіанти, як, наприклад, з плетеним кузовом.

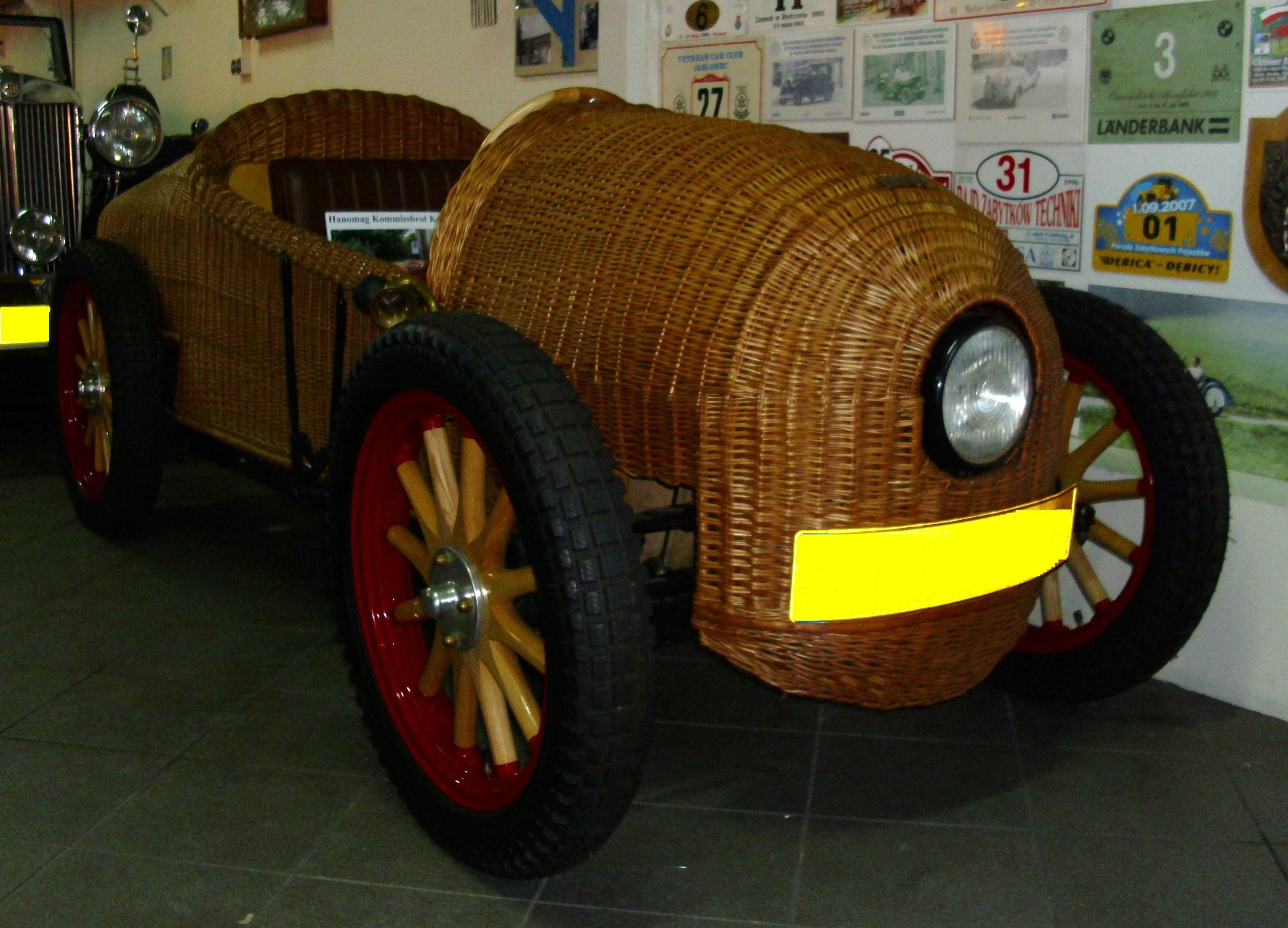
Hanomag 2/10PS

Але були і рідкісні для такого класу закриті кузови зі зсувними вікнами в дверях.
Ці машинки випускалися до 1928 року, всього продали трохи менше 16 000 примірників, що для повоєнної Німеччини дуже непогано.
Наприкінці 20-х фірма для розвитку свого модельного ряду продає паровозне відділення фірмі Henschel & Son з Касселя.

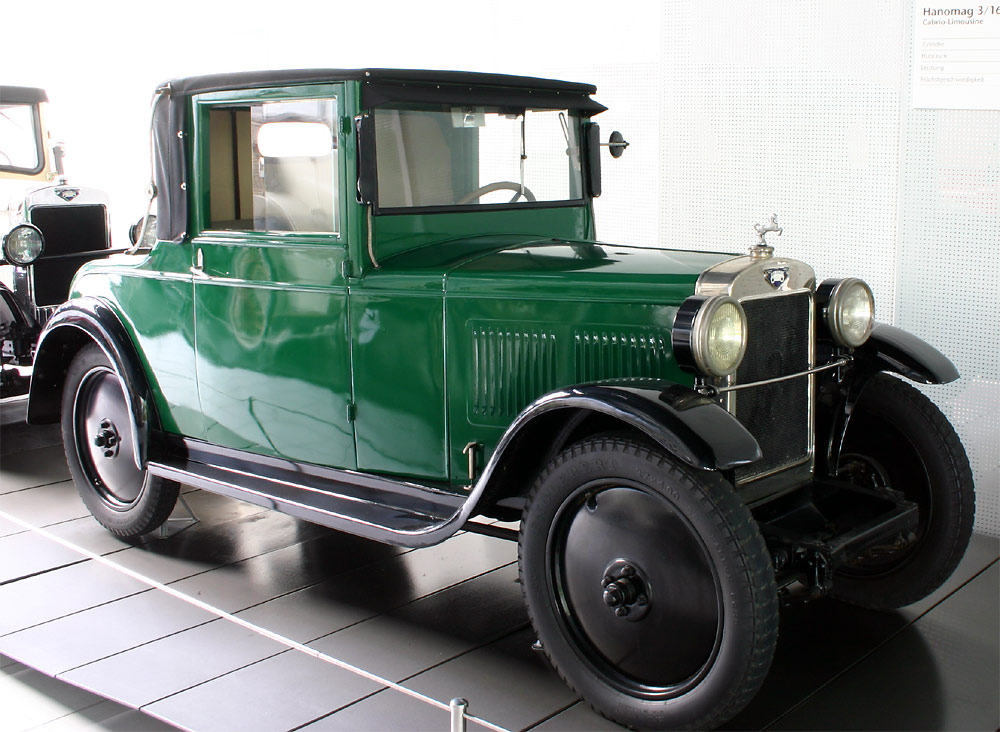
Hanomag 3/16PS Typ P

У 1929 році з'являється вдосконалена версія автомобіля. Це вже був 4-циліндровий автомобільчик, мотор щороку збільшувався. Так на моделі 3/16 він мав об'єм 750 кубів (Typ 5), потім виріс до 800 (Typ 53), і в останній рік випуску (тобто в 1931 році) на базі цього автомобіля з'явилася модель 4/20 (Typ 63). Вона мала мотор в 1.1 л, потужність була вже 20 сил (у 3/16 — 16 к.с.). Це був уже не циклоп з однією фарою, а машинка з «дорослим» дизайном. Рама була дерев'яною, в перший рік був тільки кузов кабріолет, потім додалися купе і седан.
Цих маляток в кризові роки вдалося продати цілих 9300 примірників. До речі, модель 3/16, на яку встановили компресор «Рутс», фірма виставила на гонки в Нюрбургринзі в 1929 році, але машина не фінішувала.

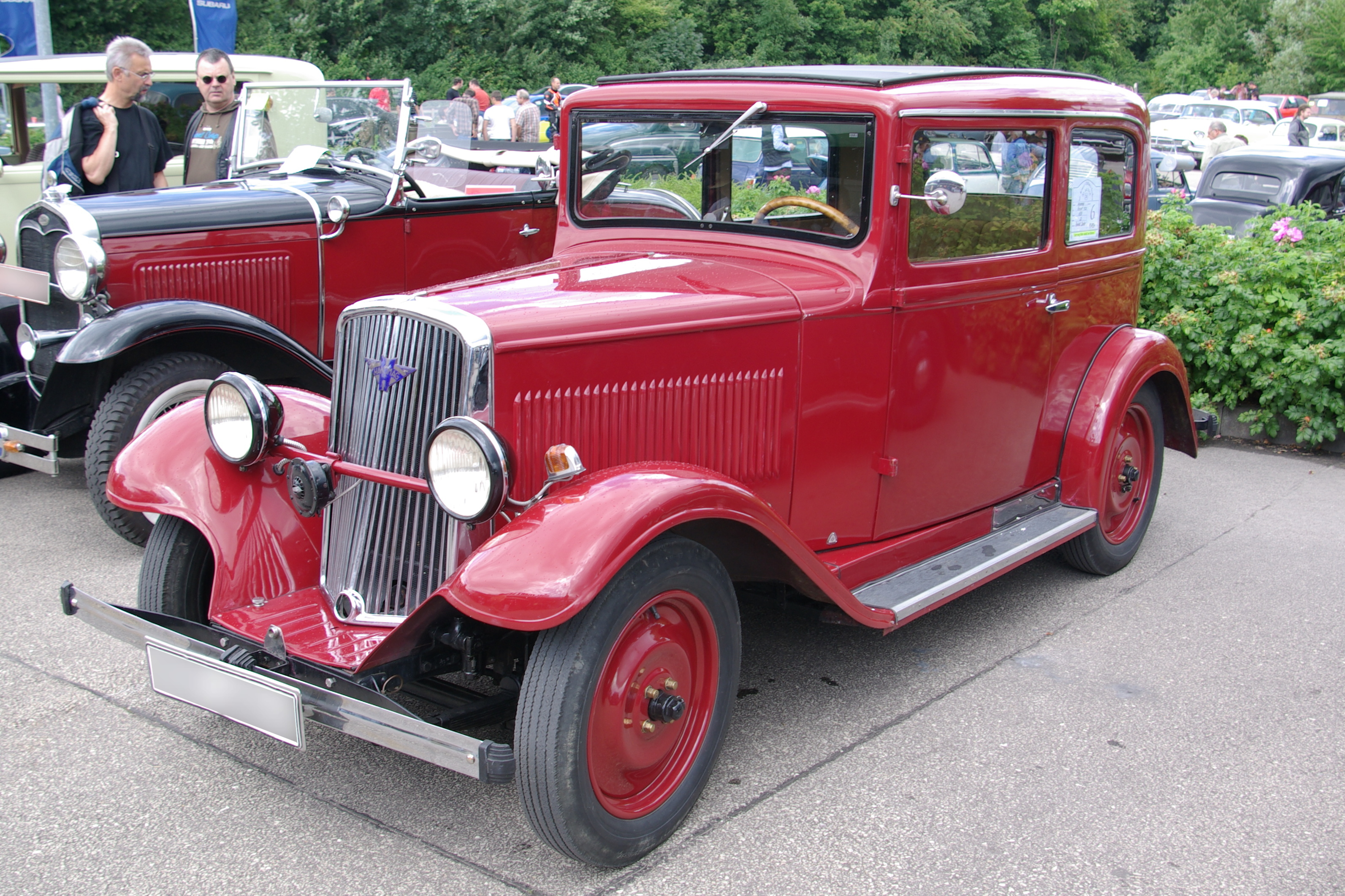
Hanomag 4/23PS Typ 11

У 1931 році з'являються спадкоємці моделей 3/16 і 4/20 — 3/17 Typ N 53 (з 1932 року — 3/18PS Typ 900) і 4/23PS Typ N 63 (з 1932 року — 4/23PS Typ 11) . Це були 4-місні автомобілі, вони були ширшими і довшими своїх попередників. 3-ки мали мотори об'ємом 800 і 900 кубів, а 4-ки — 1.1 л мотори. Всього продали трохи менше 13 000 машин цієї серії.
У рік приходу Гітлера до влади «Ханомаг» запускає в серію модель 6/32 (Тип 15). Машина має 1.5-літровий двигун і 4 циліндри. З цією моделлю на автомобілі «Ханомаг» стали встановлювати 4-ступінчасті коробки передач. Всього серію 6/32 Тип 15 випустили в кількості 1251 штуки.
У 1934 році з'являються моделі Garant Typ 11/4 (з 1935 року — Typ 11/35, а з 1936 року — Typ 11/36) і Kurier Typ 11K.

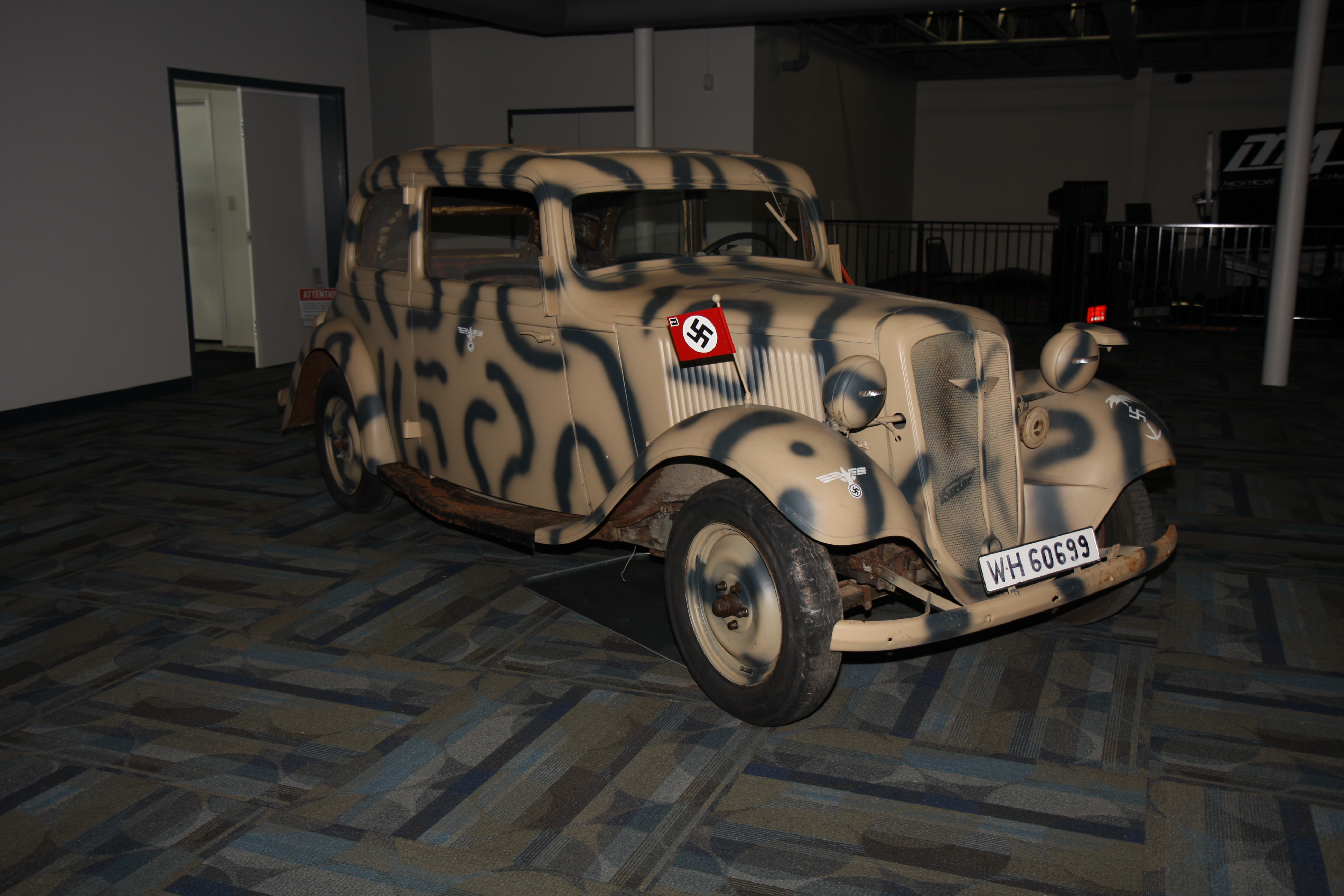
Hanomag Garant

Автомобілі замінили собою серію 3/16 і 4/23. Точніше, вони витіснили модель з мотором, меншим 1.1 л, бо на ці дві моделі тільки такий мотор і встановлювався. Модель «Кур'єр» була технічно ідентичною «Гаранту», але її відрізняло те, що у неї був повністю закритий кузов седан, та й машина була за розмірами на 10-50 см довша «Гаранта».

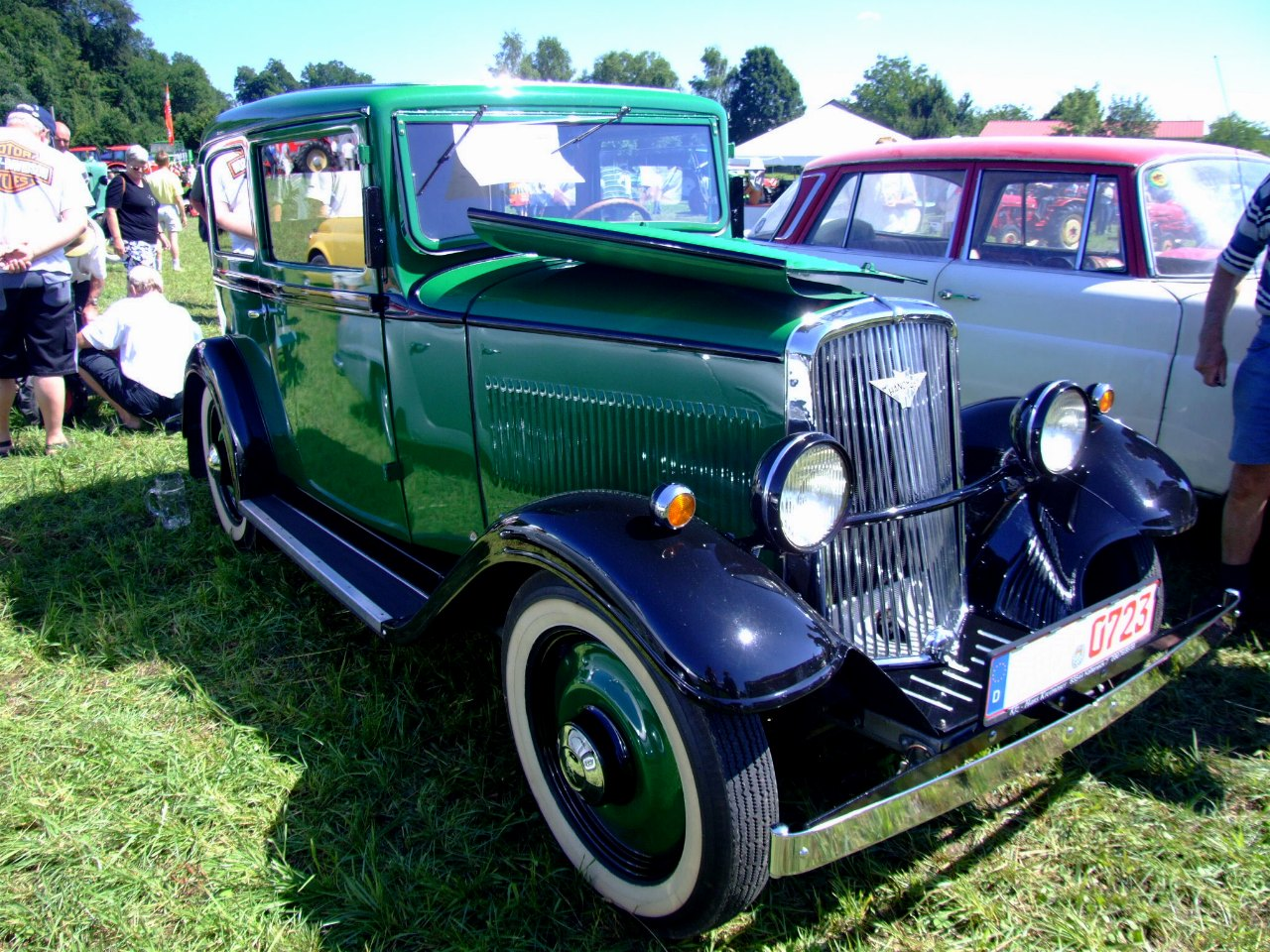
Hanomag Kurier

Всього продали більше 21 000 машин цих моделей.

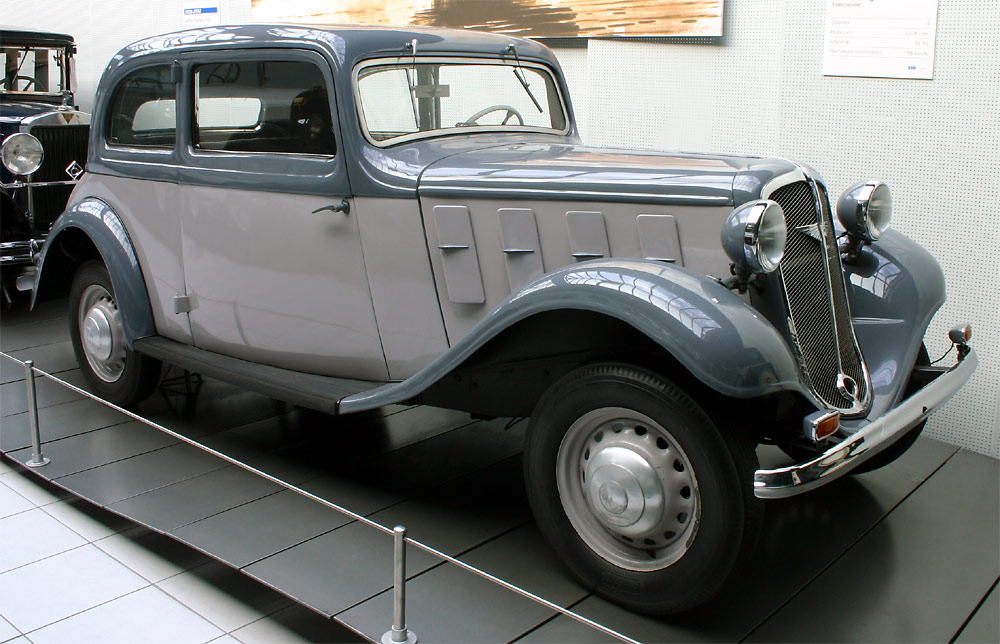
Hanomag Rekord 15K

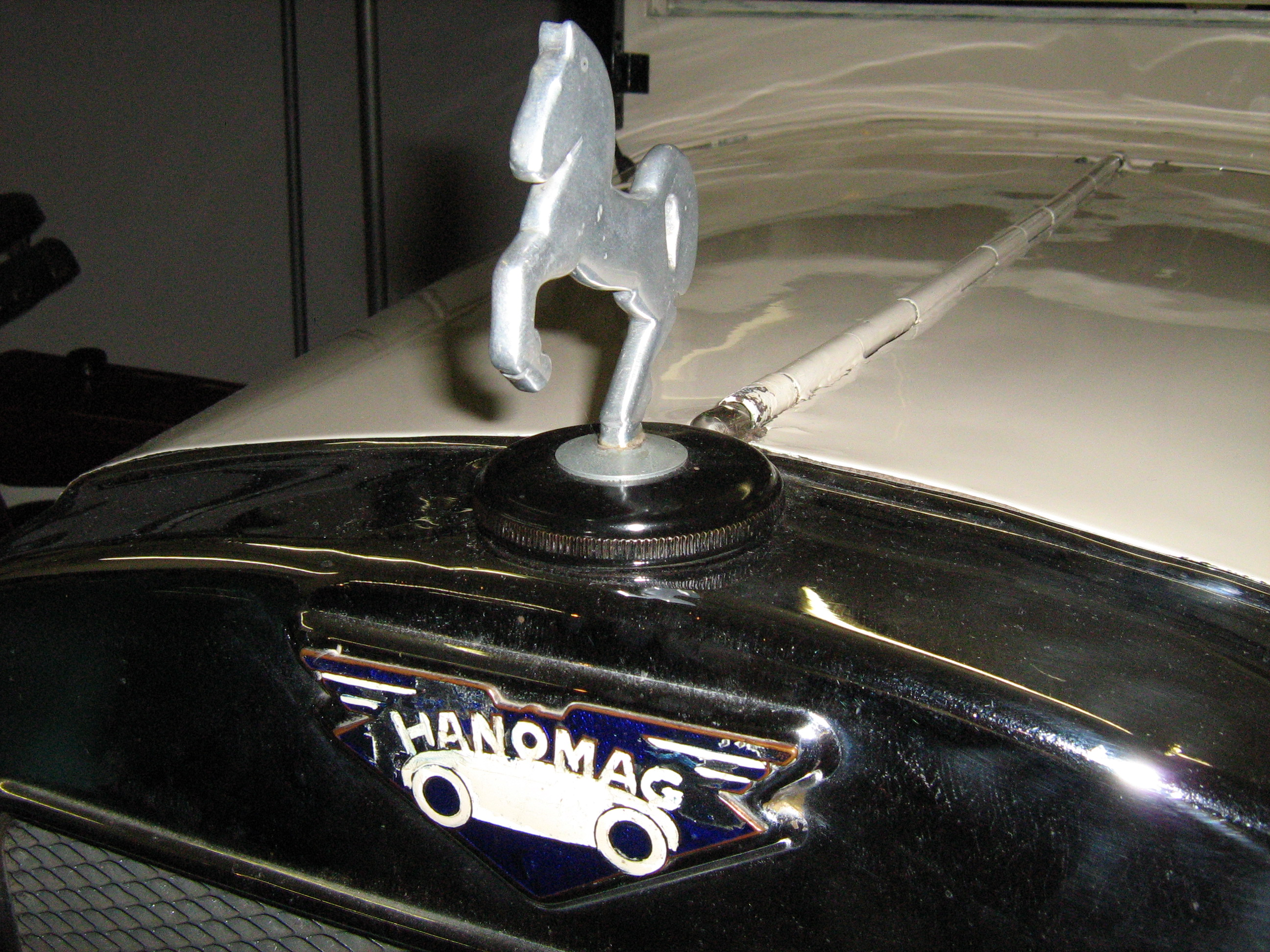
Логотип Hanomag

У тому ж 1934 році модель «Тип 15» опрацьовують і перейменовують в Rekord Typ 15K. Від моделі 6/32 його відрізняє більш низька віконна лінія, передня незалежна підвіска і суцільнометалевий кузов. Мотор був все той же 1.5-літровий, в 1937 році потужність збільшили до 35 сил.

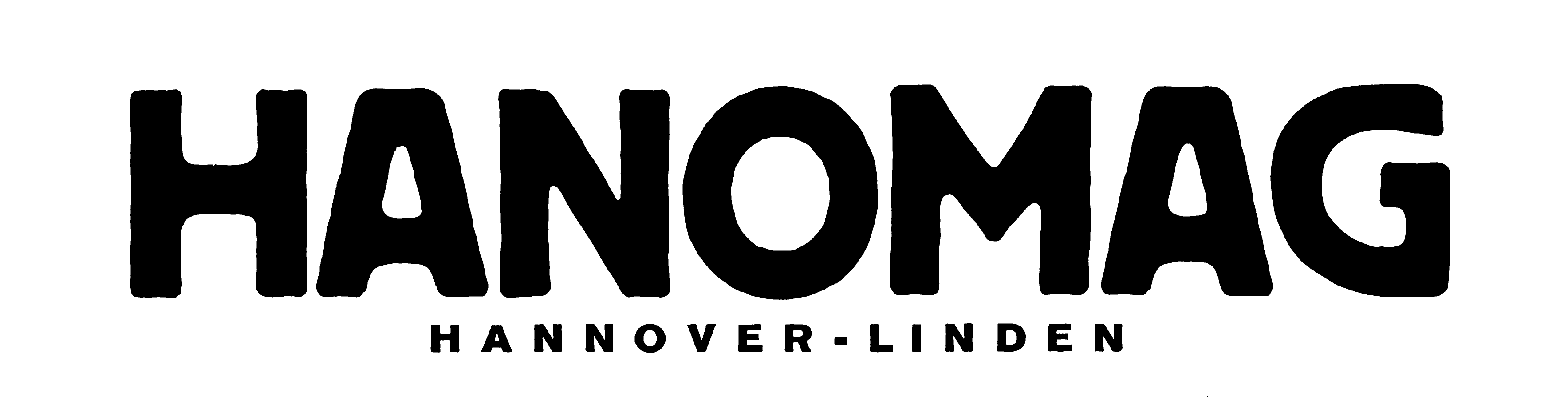
Логопип Hanomag

У 1936 році в лютому на Берлінській автовиставці фірма «Ганомаг» виставляє новий варіант моделі «Рекорд» — Typ D19A. Це був один з 2-х дизельних автомобілів, представлених на виставці, другим був Mercedes-Benz W138 260D, але у «Ганомаг» виникла заминка із запуском в серію свого дизельного автомобіля, і першим серійним дизельним легковиком став «Мерседес», але «Ганомаг» був теж піонером «дизеляції». Дизельні варіанти випускалися з 2- і 4-дверними закритими кузовами, і з 2-місним кузовом кабріолет. Дизельний «Рекорд» мав мотор 1.9 л і розвивав ті ж 35 сил, що і 1.5 л бензинова версія.
До речі, на виставці тоді дизельний «Рекорд» мав цікаву фішку, яка не пішла в серію, а саме — мав гумові молдинги по краях крил і підніжок, щоб запобігти їх пошкодженню на парковках. До речі, дизельний Рекорд поставив у 1939 рекорд швидкості серед серійних дизельних автомобілів — він розвивав 155 км/год на автобані. Всього було випущено близько 19 000 різних версій цієї серії.

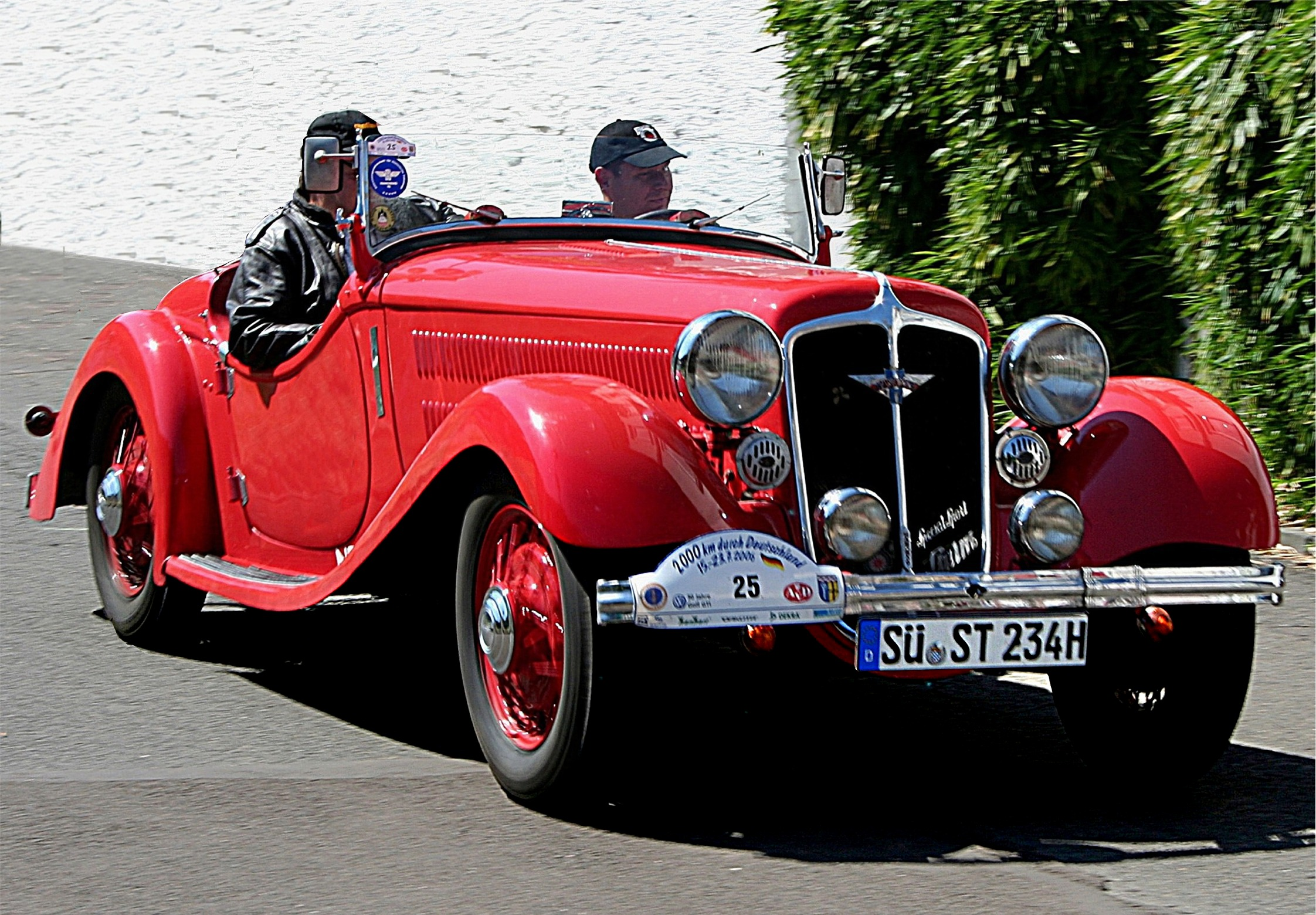
Hanomag Sturm К22 Cabriolet

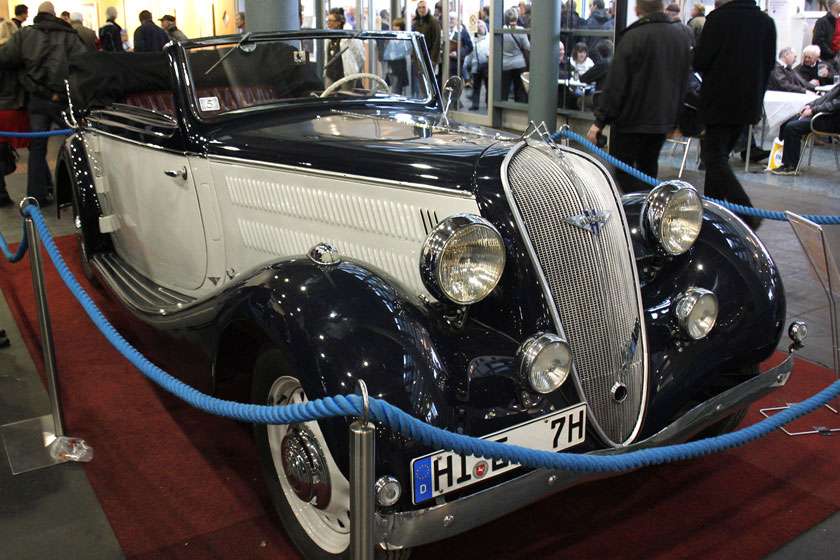
Hanomag Sturm К23 Cabriolet

Все в тому ж 1934 році, з'являється перша 6-циліндрова модель фірми — Sturm (Typ 22 з 50 силами і Typ 23 з 55 к.с.). Мотор мав об'єм 2.25 літра. Також в 1936 році на виставці була представлена дизельна версія моделі, вона повинна була стати першим 6-циліндровим дизельним легковиком, але з різних причин машина не пішла в серію. У 1939 році ці 6-циліндрові машини зняли з виробництва, за 5 років вдалося продати трохи менше 5000 машин.
У 1938 році з'являється остання передвоєнна модель, в моді аеродинамічний дизайн, і публіці представляють модель, яка несе примітивну назву — 1.3L.

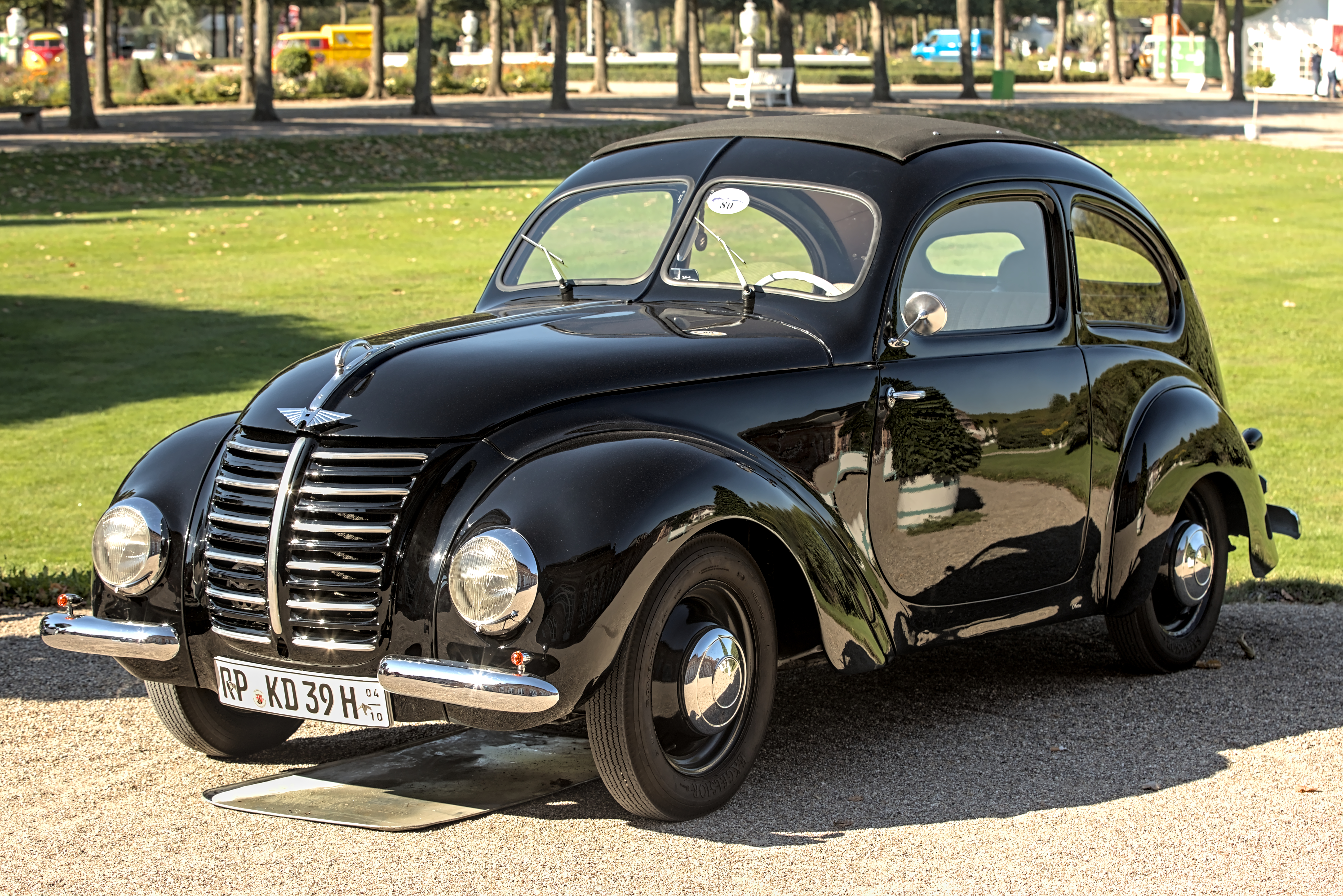
Hanomag 1.3

Модель 1.3 л приходить на зміну «Гаранту» і «Кур'єру», кузов обтічний, збоку навіть схожий на «Жука». Але має переднє розташування мотора, тому «обличчя» у нього не таке похиле. Машина випускалася тільки в 2-дверному варіанті, до речі, цікава особливість машини — у багажника був амортизатор кришки для полегшення вивантаження-завантаження запасного колеса і поклажі.
До війни встигли випустити трохи більше 9000 машин.

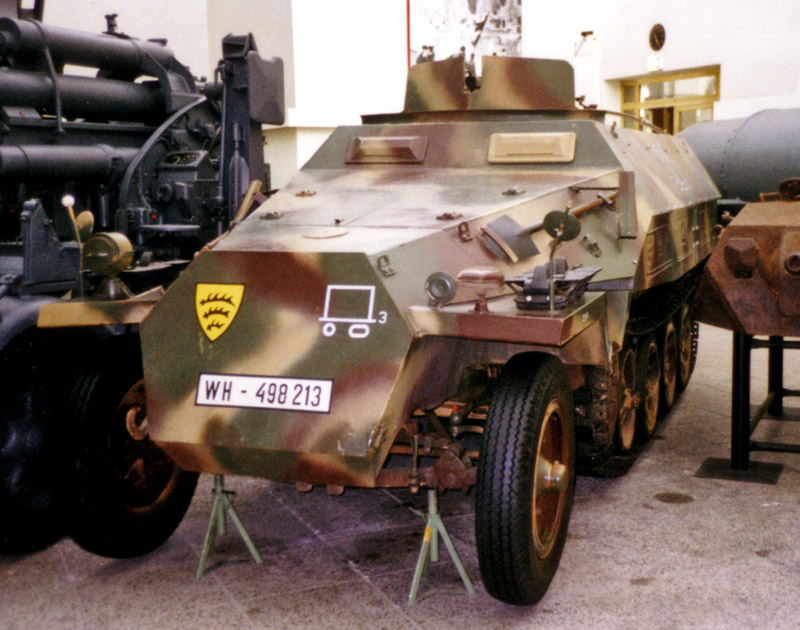
Hanomag Schützenpanzerwagen Sd.Kfz. 251

Під час війни фірма випускає військову техніку. Найвідоміша з них — напівгусеничний транспортер.

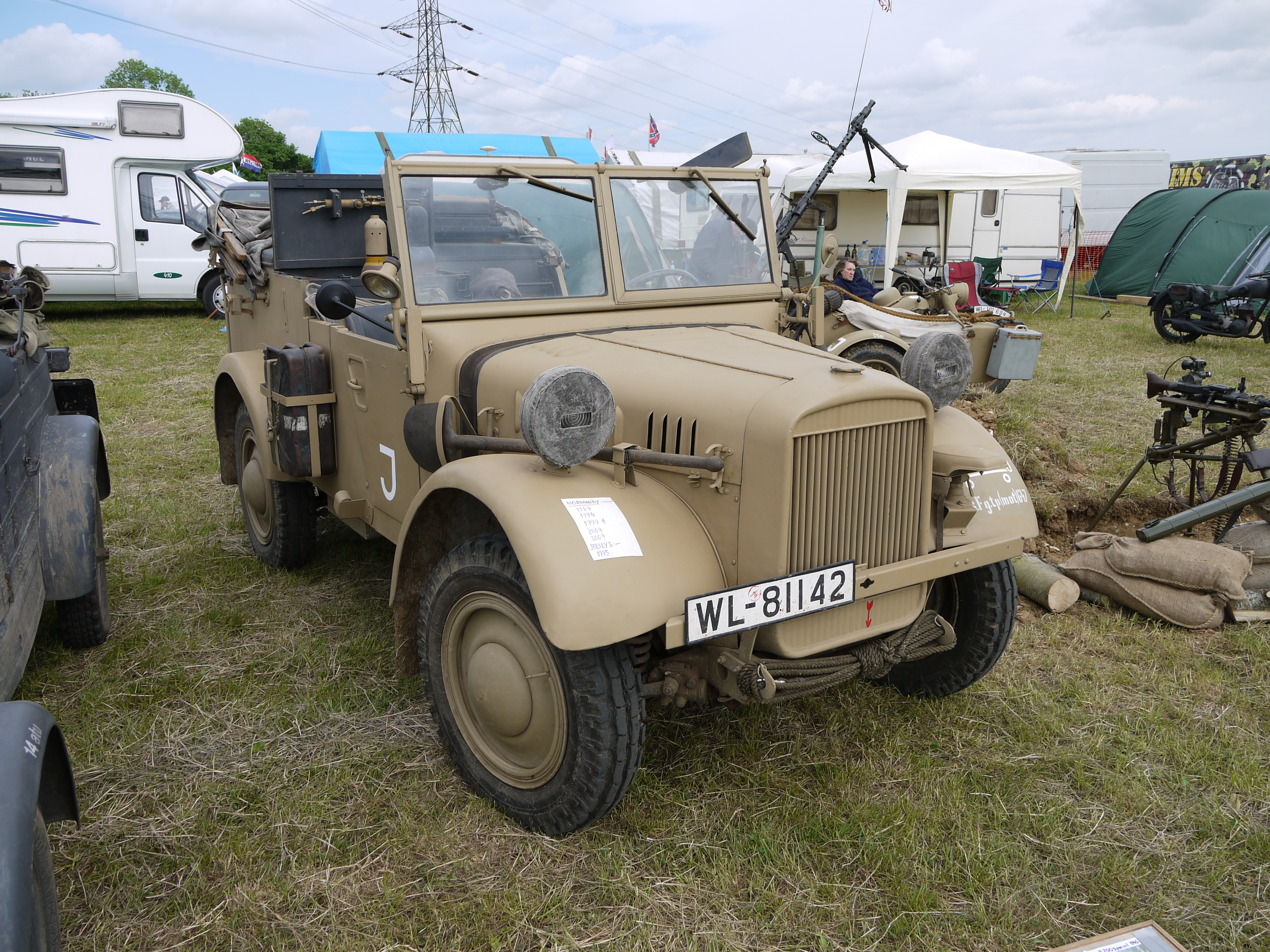
Hanomag Typ 20

А також за ліцензією фірми Stoewer випускали повнопривідні командирські машини, такі ж випускалися на потужностях «БМВ».

## Припинення виробництва легкових автомобілів

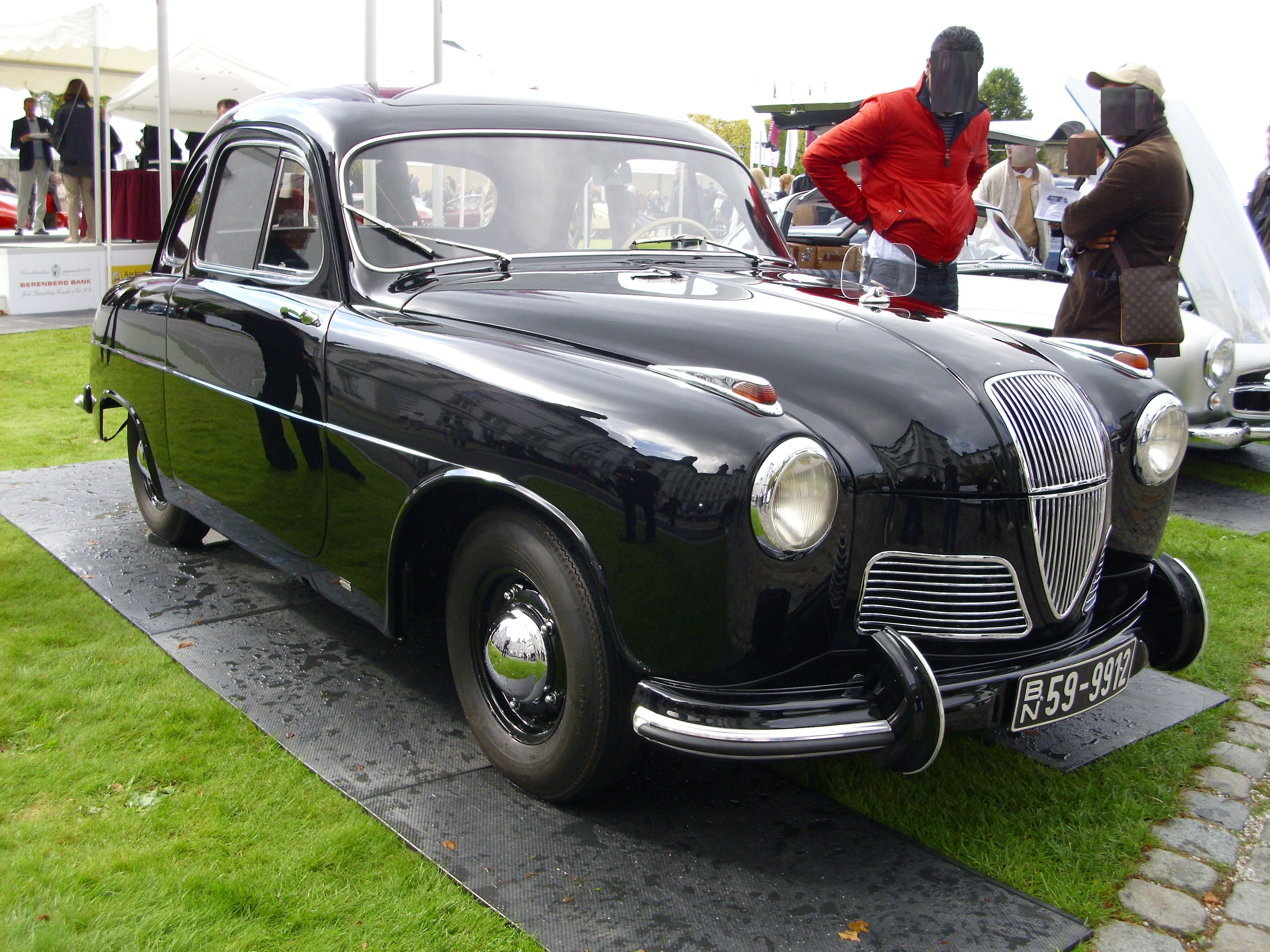
Hanomag Partner

Після Другої світової фірма відновлює виробництво вантажівок і тракторів. Тільки в 1951 році фірма представляє свій перший післявоєнний легковик — Partner. Це була передньопривідна машинка з несучим кузовом понтонного типу, кузов розробляла фірма «Карманн». Підвіска всіх коліс була незалежною, моторчик був 3-циліндровим і мав об'єм 700 кубів, потужність дорівнювала 28 к.с.. Цікавий момент, що спереду поміщалося троє дорослих, ззаду були місця для 2-х дітей. Але, на жаль, цій машині не судилося стати другим комісбродом і, виготовивши 20 примірників, фірма відмовилася від виробництва легкових машин.
Всі свої зусилля фірма доклала на випуск вантажних автомобілів, тракторів-бульдозерів і розвізних фургонів.

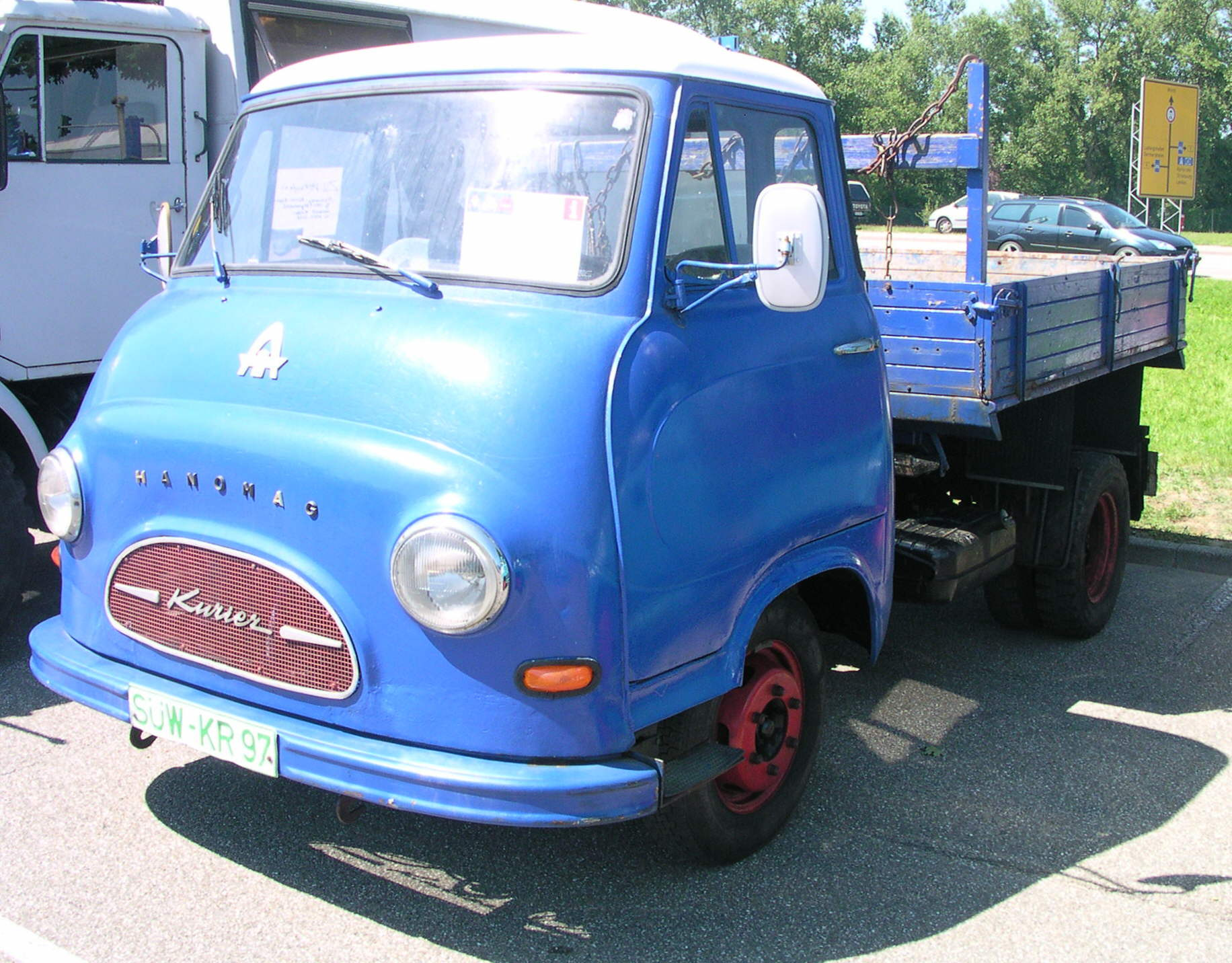
Бортовий Hanomag Kurier

У 1958 році фірма Rheinstahl бере контроль над фірмою «Ганомаг». Тоді ж з'являється передньопривідний розвізний фургончик, який мав передній привід і дизельні моторчики. Машина отримала довоєнні імена: «Гарант» і «Кур'єр».
Модель «Гарант» мала велику реєстрову масу (до 5 тонн), модель «Кур'єр» мала масу до 3.9 т.
У 1964 році «Рейнсталь» бере під контроль і фірму Henschel-Werke. Таким чином з'являється бренд Hanomag-Henschel.

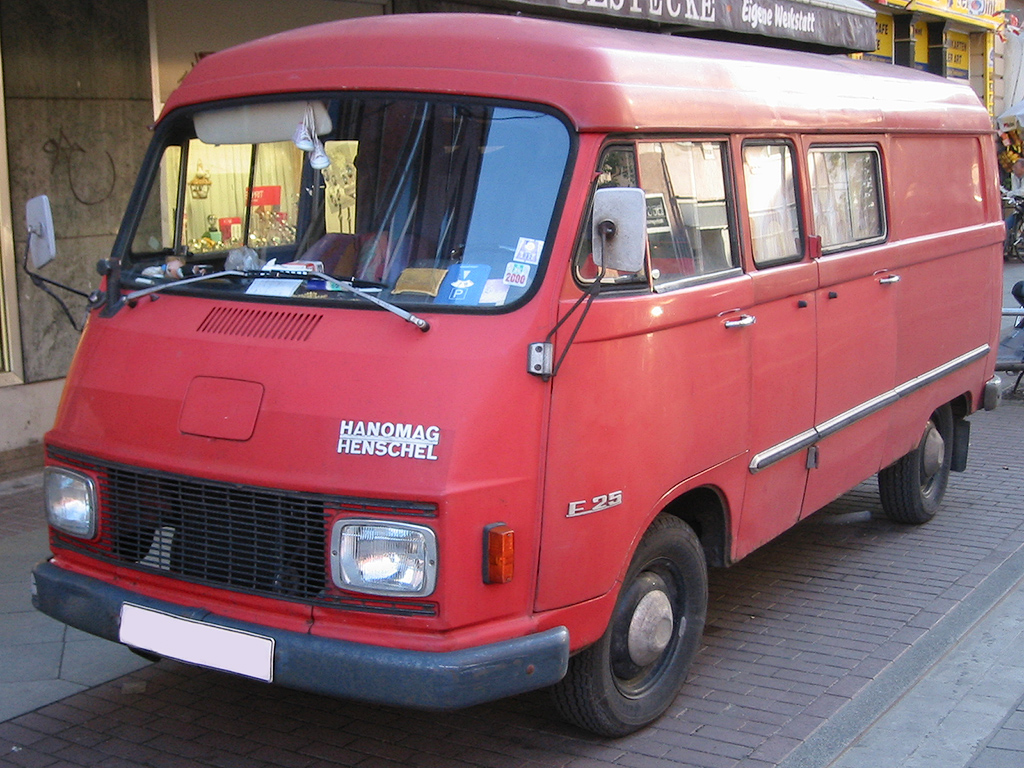
Hanomag-Henschel F25

У 1965 році «Рейнсталь» купує фірму Vidal & Sohn Tempo-Werk, яка була партнером «Ганомаг» з 1955 року, і Tempo Matador E починають продаватися під назвою Hanomag-Henschel F20-F35 в залежності від повної маси.
Пізніше ці автомобілі стануть відомі як Mercedes-Benz L206/306.

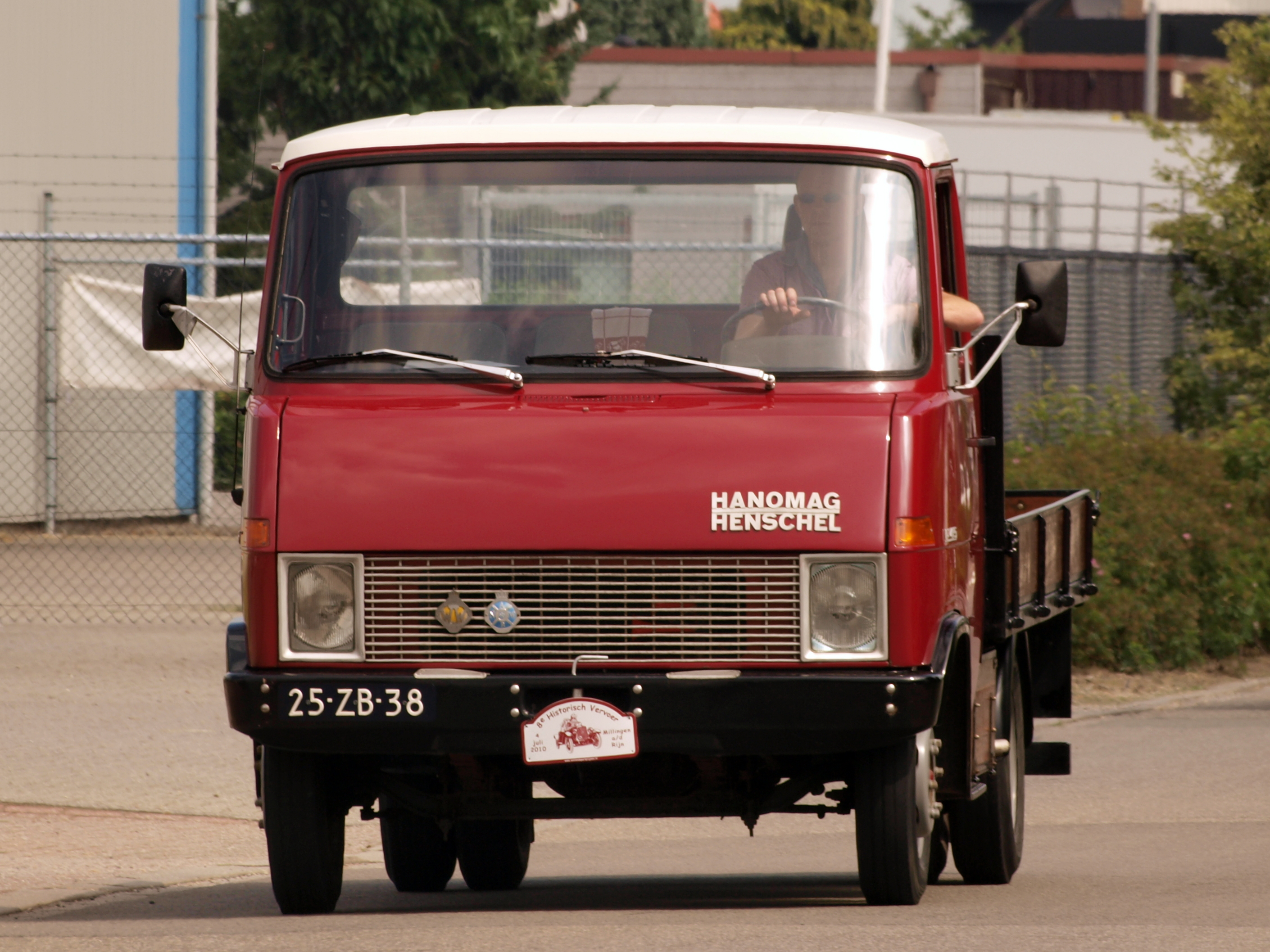
Бортовий Hanomag-Henschel F45

У 1967 році з'являються вантажівки серії F45-F86. Характерною рисою стали квадратні кабіни.

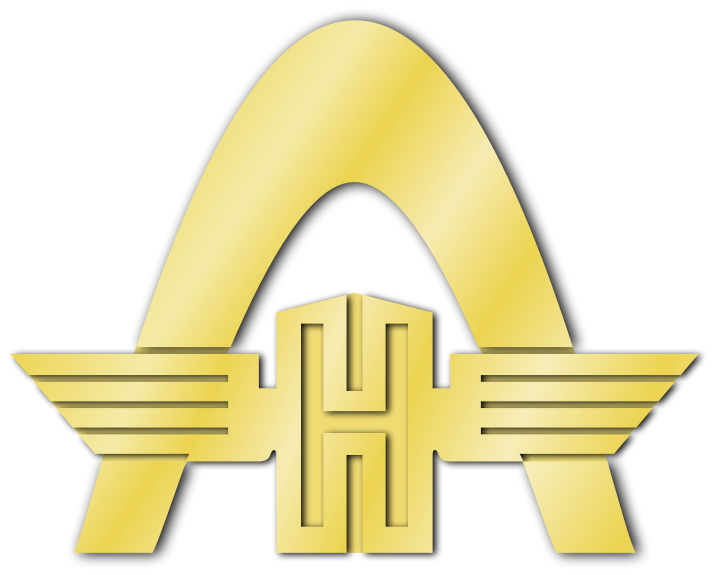
Логопип Rheinstahl-Hanomag

Але в 1969 році «Рейнсталь» продає тракторне відділення фірмі Massey Ferguson, і 51 % акцій фірмі Daimler-Benz AG, яка викупила автомобільне відділення в 1971 році. Відбувається реструктуризація виробничої програми, так з модельного ряду зникають моделі, які мають аналоги у виробничій програмі фірми «Даймлер-Бенц», так лінійка вантажівок серії «Ф45» зникає. Замість неї під назвою «Ганомаг-Хеншель Ф45» продається «Мерседес» серії Т2, але передньопривідний фургончик «Ф25» починають випускати і під маркою Мерседес. Фургони серії «Ф45-Ф86» теж не зникли з лиця землі, обладнання було продано фірмі «Штайр», і «Ф45-Ф86» випускається під виглядом Steyr 590/690 до 1986 року.
У 1974 році «Мерседес» відмовляється від використання марки «Ганомаг-Хеншель». На сьогодні ім'я «Ганомаг» використовується тільки на будівельній техніці дочірньої фірми, що належить «Коматсу» — Komatsu Hanomag GmbH.

## Список легкових автомобілів Hanomag
- 1924 — Hanomag 2/10PS Kommisbrot
- 1929 — Hanomag 3/16PS
- 1931 — Hanomag 4/20PS
  - Hanomag 3/17PS 
  - Hanomag 4/23PS
- 1932 — Hanomag 3/18PS
- 1933 — Hanomag 6/32PS
- 1934 — Hanomag Garant
  - Hanomag Kurier
  - Hanomag Rekord
  - Hanomag Sturm
- 1938 — Hanomag 1.3L
- 1940 — Hanomag Typ 20
- 1951 — Hanomag Partner